# Kolem Norska 2022
11. ročník etapového cyklistického závodu Kolem Norska se konal mezi 24. a 29. květnem 2022 v Norsku. Celkovým vítězem se stal Belgičan Remco Evenepoel z týmu Quick-Step–Alpha Vinyl. Na druhém a třetím místě se umístili Australané Jay Vine (Alpecin–Fenix) a Luke Plapp (Ineos Grenadiers). Závod byl součástí UCI ProSeries 2022 na úrovni 2.Pro.

## Týmy
Závodu se zúčastnilo 9 z 18 UCI WorldTeamů, 6 UCI ProTeamů a 3 UCI Continental týmy. Všechny týmy nastoupily na start s šesti závodníky kromě týmu Intermarché–Wanty–Gobert Matériaux s pěti jezdci, závod tak odstartovalo 107 jezdců. Do cíle ve Stavangeru dojelo 90 z nich.
UCI WorldTeamy
- Bora–Hansgrohe
- EF Education–EasyPost
- Ineos Grenadiers
- Israel–Premier Tech
- Intermarché–Wanty–Gobert Matériaux
- Quick-Step–Alpha Vinyl
- Team DSM
- Team Jumbo–Visma
- Trek–Segafredo

UCI ProTeamy
- Alpecin–Fenix
- Bardiani–CSF–Faizanè
- Caja Rural–Seguros RGA
- Human Powered Health
- Sport Vlaanderen–Baloise
- Uno-X Pro Cycling Team

UCI Continental týmy
- Riwal Cycling Team
- Team ColoQuick
- Team Coop

## Trasa a etapy
| Etapa         | Datum         | Trasa                      | Vzdálenost    | Typ       | Typ                 | Vítěz                    |
| ------------- | ------------- | -------------------------- | ------------- | --------- | ------------------- | ------------------------ |
| 1             | 24. května    | Bergen – Voss              | 173,6 km      |           | Středně těžká etapa | Remco Evenepoel (BEL)    |
| 2             | 25. května    | Ulvik – Geilo              | 123,8 km      |           | Zvlněná etapa       | Ethan Hayter (GBR)       |
| 3             | 26. května    | Gol – Stavsro/Gaustatoppen | 175,8 km      |           | Horská etapa        | Remco Evenepoel (BEL)    |
| 4             | 27. května    | Hovden – Kristiansand      | 232,1 km      |           | Rovinatá etapa      | Marco Haller (AUT)       |
| 5             | 28. května    | Flekkefjord – Sandnes      | 181,7 km      |           | Zvlněná etapa       | Remco Evenepoel (BEL)    |
| 6             | 29. května    | Stavanger – Stavanger      | 149,3 km      |           | Rovinatá etapa      | Alexander Kristoff (NOR) |
| Celková délka | Celková délka | Celková délka              | Celková délka | 1036,3 km | 1036,3 km           | 1036,3 km                |

## Průběžné pořadí
| Etapa          | Vítěz              | Celkové pořadí             | Bodovací soutěž            | Vrchařská soutěž | Soutěž mladých jezdců | Soutěž týmů      |
| -------------- | ------------------ | -------------------------- | -------------------------- | ---------------- | --------------------- | ---------------- |
| 1              | Remco Evenepoel    | Remco Evenepoel            | Remco Evenepoel            | Håkon Aalrust    | Remco Evenepoel       | Ineos Grenadiers |
| 2              | Ethan Hayter       | Tobias Halland Johannessen | Ethan Hayter               | Håkon Aalrust    | Remco Evenepoel       | Ineos Grenadiers |
| 3              | Remco Evenepoel    | Remco Evenepoel            | Tobias Halland Johannessen | Remco Evenepoel  | Remco Evenepoel       | Ineos Grenadiers |
| 4              | Marco Haller       | Remco Evenepoel            | Tobias Halland Johannessen | Remco Evenepoel  | Remco Evenepoel       | Ineos Grenadiers |
| 5              | Remco Evenepoel    | Remco Evenepoel            | Tobias Halland Johannessen | Joel Nicolau     | Remco Evenepoel       | Ineos Grenadiers |
| 6              | Alexander Kristoff | Remco Evenepoel            | Tobias Halland Johannessen | Joel Nicolau     | Remco Evenepoel       | Ineos Grenadiers |
| Konečné pořadí | Konečné pořadí     | Remco Evenepoel            | Tobias Halland Johannessen | Joel Nicolau     | Remco Evenepoel       | Ineos Grenadiers |

- V 2. etapě nosil Tobias Halland Johannessen, jenž byl druhý v bodovací soutěži, tmavě modrý dres, protože vedoucí závodník této klasifikace Remco Evenepoel nosil oranžový dres pro lídra celkového pořadí. Ze stejného důvodu nosil Luke Plapp, jenž byl druhý v soutěži mladých jezdců, bílý dres.
- V etapách 4 a 5 nosil Joel Nicolau, jenž byl druhý ve vrchařské soutěži, puntíkovaný dres, protože vedoucí závodník této klasifikace Remco Evenepoel nosil oranžový dres pro lídra celkového pořadí. Ze stejného důvodu nosil Luke Plapp, jenž byl druhý v soutěži mladých jezdců, bílý dres.
- V 6. etapě nosil Luke Plapp, jenž byl druhý v soutěži mladých jezdců, bílý dres, protože vedoucí závodník této klasifikace Remco Evenepoel nosil oranžový dres pro lídra celkového pořadí.

## Konečné pořadí
| Legenda | Legenda                         | Legenda | Legenda                               |
| ------- | ------------------------------- | ------- | ------------------------------------- |
|         | Označuje lídra celkového pořadí |         | Označuje lídra vrchařské soutěže      |
|         | Označuje lídra bodovací soutěže |         | Označuje lídra soutěže mladých jezdců |

### Celkové pořadí
| Pořadí | Jezdec                           | Tým                                | Čas         |
| ------ | -------------------------------- | ---------------------------------- | ----------- |
| 1      | Remco Evenepoel (BEL)            | Quick-Step–Alpha Vinyl             | 25h 19' 11" |
| 2      | Jay Vine (AUS)                   | Alpecin–Fenix                      | + 56"       |
| 3      | Luke Plapp (AUS)                 | Ineos Grenadiers                   | + 1' 30"    |
| 4      | Tobias Halland Johannessen (NOR) | Uno-X Pro Cycling Team             | + 1' 34"    |
| 5      | Tao Geoghegan Hart (GBR)         | Ineos Grenadiers                   | + 2' 36"    |
| 6      | Magnus Sheffield (USA)           | Ineos Grenadiers                   | + 2' 51"    |
| 7      | Laurens Huys (BEL)               | Intermarché–Wanty–Gobert Matériaux | + 2' 54"    |
| 8      | Cian Uijtdebroeks (BEL)          | Bora–Hansgrohe                     | + 2' 56"    |
| 9      | Esteban Chaves (COL)             | EF Education–EasyPost              | + 3' 02"    |
| 10     | Carl Fredrik Hagen (NOR)         | Israel–Premier Tech                | + 3' 20"    |

### Bodovací soutěž
| Pořadí | Jezdec                           | Tým                                | Body |
| ------ | -------------------------------- | ---------------------------------- | ---- |
| 1      | Tobias Halland Johannessen (NOR) | Uno-X Pro Cycling Team             | 58   |
| 2      | Luke Plapp (AUS)                 | Ineos Grenadiers                   | 50   |
| 3      | Mike Teunissen (NED)             | Team Jumbo–Visma                   | 49   |
| 4      | Remco Evenepoel (BEL)            | Quick-Step–Alpha Vinyl             | 48   |
| 5      | Ethan Hayter (GBR)               | Ineos Grenadiers                   | 36   |
| 6      | Marco Haller (AUT)               | Bora–Hansgrohe                     | 31   |
| 7      | Alexander Kristoff (NOR)         | Intermarché–Wanty–Gobert Matériaux | 30   |
| 8      | Filippo Fiorelli (ITA)           | Bardiani–CSF–Faizanè               | 30   |
| 9      | Jay Vine (AUS)                   | Alpecin–Fenix                      | 28   |
| 10     | Ethan Vernon (GBR)               | Quick-Step–Alpha Vinyl             | 28   |

### Vrchařská soutěž
| Pořadí | Jezdec                           | Tým                      | Body |
| ------ | -------------------------------- | ------------------------ | ---- |
| 1      | Joel Nicolau (ESP)               | Caja Rural–Seguros RGA   | 32   |
| 2      | Remco Evenepoel (BEL)            | Quick-Step–Alpha Vinyl   | 20   |
| 3      | Ben Healy (IRL)                  | EF Education–EasyPost    | 15   |
| 4      | Tobias Halland Johannessen (NOR) | Uno-X Pro Cycling Team   | 15   |
| 5      | André Drege (NOR)                | Team Coop                | 14   |
| 6      | Embret Svestad-Bårdseng (NOR)    | Team Coop                | 14   |
| 7      | Håkon Aalrust (NOR)              | Team Coop                | 12   |
| 8      | Luke Plapp (AUS)                 | Ineos Grenadiers         | 11   |
| 9      | Lucas Eriksson (SWE)             | Riwal Cycling Team       | 11   |
| 10     | Aaron Van Poucke (BEL)           | Sport Vlaanderen–Baloise | 10   |

### Soutěž mladých jezdců
| Pořadí | Jezdec                        | Tým                      | Čas         |
| ------ | ----------------------------- | ------------------------ | ----------- |
| 1      | Remco Evenepoel (BEL)         | Quick-Step–Alpha Vinyl   | 25h 19' 11" |
| 2      | Luke Plapp (AUS)              | Ineos Grenadiers         | + 1' 30"    |
| 3      | Magnus Sheffield (USA)        | Ineos Grenadiers         | + 2' 51"    |
| 4      | Cian Uijtdebroeks (BEL)       | Bora–Hansgrohe           | + 2' 56"    |
| 5      | Embret Svestad-Bårdseng (NOR) | Team Coop                | + 8' 38"    |
| 6      | Kevin Vermaerke (USA)         | Team DSM                 | + 8' 52"    |
| 7      | Ben Healy (IRL)               | EF Education–EasyPost    | + 13' 57"   |
| 8      | Michel Hessmann (GER)         | Team Jumbo–Visma         | + 19' 53"   |
| 9      | Corbin Strong (NZL)           | Israel–Premier Tech      | + 21' 38"   |
| 10     | Jenno Berckmoes (BEL)         | Sport Vlaanderen–Baloise | + 31' 55"   |

### Soutěž týmů
| Pořadí | Tým                                | Čas         |
| ------ | ---------------------------------- | ----------- |
| 1      | Ineos Grenadiers                   | 76h 04' 16" |
| 2      | Israel–Premier Tech                | + 13' 25"   |
| 3      | Uno-X Pro Cycling Team             | + 15' 06"   |
| 4      | EF Education–EasyPost              | + 17' 51"   |
| 5      | Team Jumbo–Visma                   | + 21' 48"   |
| 6      | Quick-Step–Alpha Vinyl             | + 22' 37"   |
| 7      | Bora–Hansgrohe                     | + 29' 46"   |
| 8      | Alpecin–Fenix                      | + 30' 47"   |
| 9      | Caja Rural–Seguros RGA             | + 34' 16"   |
| 10     | Intermarché–Wanty–Gobert Matériaux | + 51' 07"   |